# 国際連合安全保障理事会決議136
国際連合安全保障理事会決議136（こくさいれんごうあんぜんほしょうりじかいけつぎ136、英: United Nations Security Council Resolution 136, UNSCR136）は、1960年5月31日に国際連合安全保障理事会で採択された決議。トーゴ共和国の国連加盟申請を検討し、同国の加盟承認を総会に勧告した。

## 概要
仏領より、「アフリカの年」と呼ばれる1960年4月27日に独立を果たしたトーゴの国連加盟を承認したもの。この決議を受けトーゴは9月20日に国連に加盟した。